# 妻木賴黃
妻木賴黃（日语：／ Tsumaki Yorinaka，1859年2月22日—1916年10月10日），幼名久之丞。東海道武藏國豐島郡赤坂（今東京都港區赤坂地區）人，大藏省臨時建築部長。

## 經歷
安政六年一月二十日（1859年2月22日）妻木賴黃出生於東海道武藏國豐島郡赤坂（屬幕府領）的旗本家庭，幼名久之丞，為上鄉妻木家第十一代當主妻木賴功的次子。
因為父親賴功在1862年前往長崎表立合御用赴任，在當地過世的原因，3歳時妻木賴黃便成為第12代當家。明治9年（1876年）賣掉家產渡海至美國，被告誡要回日本求學而歸國。在1878年，進入工部大學校造家學科（今天的東大建築學系）就讀，跟隨康德學習，是辰野金吾的後輩。1882年，被退學，前往美國留學，取得康乃爾大學的學士學位，1885年歸國。
回國後在東京府工作，1886年，在因議院（國會議事堂）建設工作所組織的（内閣）臨時建築局裡工作。作為官廳集中計畫的一環，為了研究議院建築，和渡邊讓、河合浩藏與職人們一起前往德国留學，1888年回國。結果國會議事堂建築物的建造，將透過木材來臨時建造，並且該建築物的建造工作已經被停止。
他也負責了大藏省負責港灣、稅關、煙草鹽專賣等等施設的建設工作。1894年甲午戰爭之際，決定在作為大本營的廣島建設臨時議院（廣島臨時假議事堂），因他在短期內便完成，因此功績得到敘勳。此外，也曾參與奈良东大寺大佛殿的修復。
1901年至歐美視察，同年取得工學博士學位。
日俄戰爭後，在桂内閣任內，要求重建議院建築的聲浪再次升高，辰野金吾要求舉行公開的競圖比賽，並批評妻木等人的議院設計。桂内閣因大正政變被倒閣後，議院建築計畫也延期，妻木辭去官職，1916年因病去世。

## 建築風格
妻木賴黃被建築史界歸類為德國派（相較於辰野金吾的英國派），其作品有強烈的巴洛克風格，具有厚重的威嚴和一些怪奇的黑暗感，但會配合建築的格式採用不同建築的樣式，橫濱正金銀行是採用德國巴洛克，東京府廳、東京商業會議所、神戶地裁是採用德國文藝復興和巴洛克中間樣式，而日本勸業銀行則採用了和風樣式。

## 作品
| 作品                                       | 圖片 | 年                     | 所在地                     | 備考                                     |
| ------------------------------------------ | ---- | ---------------------- | -------------------------- | ---------------------------------------- |
| 東京府廳舍                                 |      | 明治二十七年（1894年） | 東京都千代田區有樂町       | 現已不存                                 |
| 廣島臨時假議事堂                           |      | 明治二十七年（1894年） | 廣島縣廣島市中區基町       | 現已不存                                 |
| 丸三麥酒釀造工廠（今半田紅磚建物）         |      | 明治三十一年（1898年） | 愛知縣半田市榎下町         | 登錄有形文化財                           |
| 日本勸業銀行本店（今千葉toyopet本社）      |      | 明治三十二年（1899年） | 千葉縣千葉市美濱區稻毛海岸 | 登錄有形文化財、與武田五一共同設計       |
| 橫濱正金銀行本店（今神奈川縣立歷史博物館） |      | 明治三十七年（1904年） | 神奈川縣横滨市中區南仲通   | 重要文化財、與遠藤於莵共同設計           |
| 釀造試驗場第一工場                         |      | 明治三十七年（1904年） | 東京都北區瀧野川           | 重要文化財                               |
| 井伊直弼像臺座                             |      | 明治四十二年（1909年） | 神奈川縣横滨市西區紅葉丘   |                                          |
| 横濱正金銀行大連支店                       |      | 宣統元年（1909年）     | 遼寧省大連市中山區         | 與大田毅共同設計                         |
| 横濱正金銀行北京支店                       |      | 宣統二年（1910年）     | 北京市東城區               |                                          |
| 横濱新港埠頭倉庫                           |      | 明治四十四年（1911年） | 神奈川縣横滨市中區新港     | 重要文化財                               |
| 日本橋                                     |      | 明治四十四年（1911年） | 東京都中央區日本橋         | 重要文化財                               |
| 内閣文庫廳舍                               |      | 明治四十四年（1911年） | 愛知縣犬山市内山           | 與大熊喜邦共同設計                       |
| 日本赤十字社廳舍                           |      | 大正元年（1912年）     | 東京都港區                 | 現已不存                                 |
| 拓殖大學恩賜記念講堂                       |      | 大正三年（1914年）     | 東京都八王子市館町         | 現已不存、2000年復原                     |
| 山口縣廳舍、山口縣會議事堂                 |      | 大正三年（1914年）     | 山口縣山口市瀧町           | 重要文化財、與武田五一和大熊喜邦共同設計 |

## 註腳
1. ↑  藤森照信. . 五南. 2014-03-25: 191.
2. 1 2  近江榮; 岡田新一; 村松貞次郎. 村松貞次郎 , 编. . 彰國社. 1978: 205.
3. ↑  村松貞次郎. . NHK出版. 1977: 120. ISBN 4140013001.
4. ↑  村松貞次郎. . NHK出版. 1977: 121. ISBN 4140013001.
5. ↑  藤森照信. . 五南. 2014-03-25: 193-194.
6. ↑  藤森照信. . 五南. 2014-03-25: 197.